# Ethel Smith (organista)
Ethel Smith   (Pittsburgh, 22 de novembre de 1902 - Palm Beach, 10 de maig de 1996) era una organista estatunidenca que tocava principalment en un estil pop a l'orgue de Hammond.

## Vida jove i carrera professional
Nascuda a Ethel Goldsmith, va actuar des de ben jove i va viatjar àmpliament, després d'estudiar tant música com diversos idiomes a la "Carnegie Tech". Ethel es va dedicar a la música llatina a l'estada a Amèrica del Sud i és l'estil de música al qual s'associa més. Ethel va ser una guitarrista i organista, i en els seus últims anys ocasionalment tocava la guitarra en directe per a públics, però tots els seus enregistraments eren a l'orgue. Finalment, va gravar desenes d'àlbums, principalment per a Decca Records.
Era una dona atractiva amb preferència pels vestits de colors, particularment els barrets, Smith va actuar en diverses pel·lícules de Hollywood, com George White's Scandals (1945) i Melody Time (1948). Es va casar amb l'actor de Hollywood, Ralph Bellamy, entre 1945 i 1947, a l'altura de la seva fama, i el seu divorci va fer molts titulars. Mai va tenir fills.
La seva interpretació de "Tico Tico" es va convertir en el seu èxit més conegut. La va interpretar a la pel·lícula de MGM Bathing Beauty (Escola de Sirenes, 1944), després de la qual la seva gravació va arribar a les llistes de pop dels EUA el novembre de 1944, va assolir el número 14 el 27 de gener de 1945 i va vendre gairebé dos milions de còpies a tot el món.
"Down Yonder" va ser el seu segon èxit nacional, arribant al número 16 el 27 d'octubre de 1951.
La gravació de Smith de "Monkey on a String" es va convertir en la cançó temàtica de Garfield Goose and Friends, un popular programa de televisió infantil a Chicago que es va desenvolupar des de 1952 fins a 1976.